# Боде, Адольф Фридрих
Барон Адольф Фридрих Боде (1807—1861) — русский лесовод немецкого происхождения.

## Биография
Родился в Берлине в 1807 году.
Учился в Ремплинской лесной школе (1823—1825) и Берлинской лесной академии в Эберсвальде (1825—1827). В 1829 году переехал в Россию и заведовал лесами барона Медема в Курляндии (Ауце); в 1831—1832 годах был главным лесничим у Мантейфеля. В 1832—1835 годах был инспектором по разработке торфа в Курляндии. С 1836 года — старший учитель лесных наук в лесных классах при митавской гимназии. В 1840 году он был приглашён в Лесной институт; преподавал в младших и старших классах «Лесную таксацию», «Государственное лесное хозяйство», «Лесоводство», «Егерское искусство», «Лесоохранение», а также «Энциклопедию лесных наук». Некоторое время (в 1847—1851 гг.), А. Ф. Боде преподавал «Теорию добывания торфа» по собственному его курсу «Anleitung zum Torfbetribe in Russland». Плохо зная русский язык, он читал лекции на немецком языке до 1855 года, когда, выйдя в отставку с пенсионом, последние годы своей жизни снова посвятил частной лесной службе, управляя помещичьими лесами в Костромской и Нижегородской губерниях.
Умер в 1861 году в Нижнем Новгороде; похоронен был в Пернау.
Обширные научные познания дали ему возможность издать несколько ученых трудов по его специальности. Кроме разных статей, помещенных в «Лесном журнале» и «Газете лесоводства и охоты», известны его: «Handbuch zur Bewirthschaftung der Forsten in den deutschen Ostseeprovinzen Russlands»(1840; переведена в 1843 году Я. Граховым на русский язык под заглавием «Ручная книга для хозяйственного обращения с лесами»), «Лесная технология» (1846), «Руководство к разведению лесов» (1853). Наиболее ценными работами А. Ф. Боде были два руководства по добыче и применению торфа, в которых рассматривались и вопросы осушения торфяников, а также древесные породы, пригодные для облесения торфяников.